# Kara (kráter)
Kara je meteorický kráter na Jugorském poloostrově v Něnecku v Ruské federaci.
Kráter je silně erodovaný, v současné době má 65×20 km v průměru, ale předpokládá se, že původně měřil kolem 120×20 km; původně se jednalo o čtvrtý největší kráter. Jeho stáří se odhaduje na 70,3 milionů let (svrchní křída).
Kráter Kara leží na jihovýchodním konci Jugorského poloostrova, zatímco oblast Ust-Kara leží na pobřeží 15×20 km východně od malé Kary. Dříve se předpokládalo, že tyto dvě struktury byly dva oddělené krátery a že tvoří sesterské struktury z rozsáhlého meteorického dopadu v pozdní Křídě. Zdá se však, že kráter Ust-Kara neexistuje jako samostatná jednotka a suevity pocházející z oblasti Ust-Kara jsou zřejmě pouze součástí kráteru Kara.